# Вологодская группа говоров

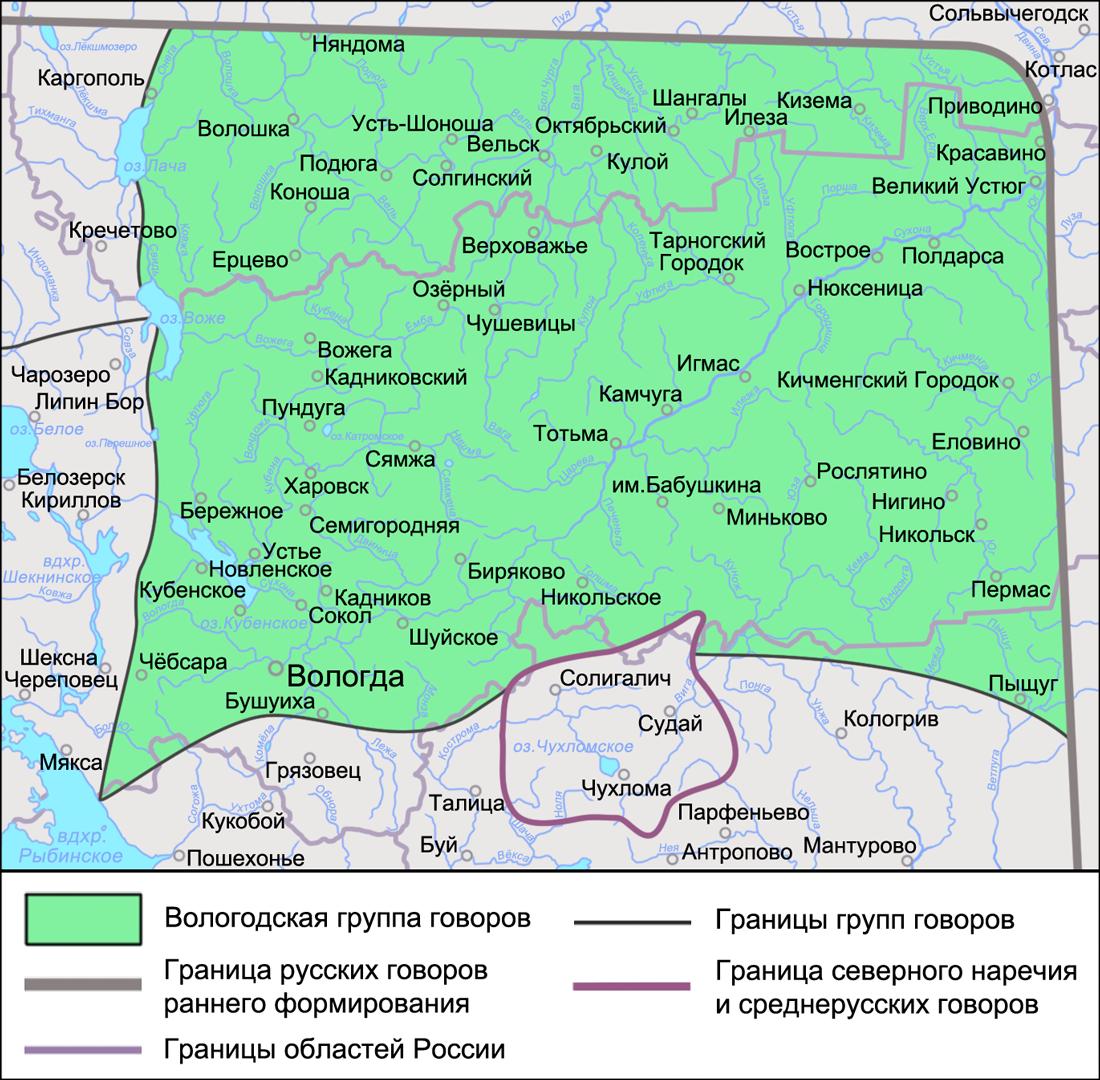
Ареал Вологодской группы говоров

Волого́дская гру́ппа го́воров — группа севернорусских говоров первичного формирования, ареал которой размещён на территории центральной и восточной частей Вологодской области, севера Костромской и Ярославской областей, а также южной части Архангельской области. Является одной из самых крупных по размерам занимаемой ею территории среди диалектов русского языка, распространённых в области раннего заселения.
Формирование вологодских говоров началось в XII веке в результате новгородской колонизации земель Заволочья, населённых финно-угорскими племенами. Наряду с древненовгородским диалектом значительную роль в образовании вологодских говоров как в раннем, так и в позднем исторических периодах сыграл ростово-суздальский диалект. Прекращение тесных контактов с говорами новгородской метрополии с XIV века положило начало обособленному развитию говоров Вологодчины, в процессе которого вологодские говоры сформировали собственно местные диалектные черты, а также сохранили ряд новгородских архаизмов, которые в самих новгородских говорах были утрачены.
Размещаясь в северо-восточных частях ареалов севернорусского наречия и северо-восточной диалектной зоны, а также на востоке ареала северной диалектной зоны, вологодские говоры характеризуются всеми типичными чертами северного наречия и указанных диалектных зон. По наличию северо-восточных языковых явлений говоры Вологодской группы сближаются со среднерусскими владимирско-поволжскими говорами и со всеми севернорусскими говорами, исключая ладого-тихвинские, по наличию признаков северной диалектной зоны вологодский ареал противопоставляется костромским говорам и сближается с лачскими, онежскими, белозерско-бежецкими и западными среднерусскими. По отсутствию явлений западной и северо-западной диалектных зон вологодские вместе с костромскими говорами противопоставлены западным севернорусским говорам.
К специфическим чертам фонетики Вологодской группы говоров относят наличие случаев различения фонем /о/ и /о̂/, /е/ и /е̂/ под ударением; произношение между мягкими согласными гласных и или е̂ на месте этимологической ě (зв[и]р’, зв[е̂]р’ «зверь»), а также е на месте а (п[е]т’ «пять»); чередование губных в (перед гласными) с ԝ (в конце слова и слога): тра[в]а́ — тра́[ԝ]ка, тра[ԝ]; распространение мягкого цоканья ([ц’’]ай «чай» пе[ц’’] «печь»); наличие боковой согласной l, чередующейся с ԝ (па́[l]очный «палочный» — па́[ԝ]ка «палка») и т. д.

К основным чертам в области морфологии и синтаксиса относят: распространение форм дательного и предложного падежа единственного числа с окончанием -е́ (по гр’азе́, в гр’азе́); наличие прилагательных и указательных местоимений женского рода в форме родительного падежа с двусложным окончанием (у молод[э́йа], у молод[ы́йа], у молод[ы́йо]; т[ойо́], т[ыйо́], т[ы́йо]; одн[ойо́], одн[ойе́], одн[ыйе́]); распространение форм сравнительной степени прилагательных типа скор’[а́]йе; наличие постфиксов се, с’о у возвратных глаголов (умы́л[се], умо́йеш[с’о]); употребление сложных предлогов по-за, по-под, по-над и т. д.

Для лексики вологодских говоров характерно распространение таких слов, как ту́ес «сосуд из бересты», разболока́ться «раздеваться», пора́то «очень» и т. д.
На диалектологической карте 1914 года вологодские говоры вместе с белозерскими, костромскими, а также вятскими, прикамскими, зауральскими и другими были объединены в составе Восточной группы говоров северновеликорусского наречия. Самостоятельная Вологодская группа была выделена авторами новой диалектологической карты К. Ф. Захаровой и В. Г. Орловой, впервые ареал и характеристика данной группы приводятся в издании «Русская диалектология» 1964 года.

## Вопросы классификации
| Классификация: - Русский язык - Севернорусское наречие - Восточные севернорусские говоры Вологодская группа на карте говоров севернорусского наречия (При нажатии на изображение территории какой-либо группы говоров будет осуществлён переход на соответствующую статью) |

На первой диалектологической карте русского языка, составленной в 1915 году, территория современных Вологодских говоров была частью Восточной группы говоров Северновеликоруского наречия (также в русской диалектологии встречаются такие варианты её названия как Вологодско-Вятская или Вологодско-Кировская), которая занимала значительную по охвату область от среднего течения Онеги и Северной Двины на севере до Ярославля, Чебоксар и Уфы на юге, от Белозерска и Череповца на западе до Уральских гор на востоке. На карте, составленной в 1965 году, на территории Восточной группы в той части, которая была определена авторами карты как территория говоров раннего формирования, были выделены Белозерско-бежецкие говоры, Костромская группа говоров, а также в их числе и Вологодская группа говоров.
Вологодская группа неоднородна по составу говоров, в ней распространены говоры как с цоканьем или с чоканьем, так и различающие аффрикаты [ц] и [ч], как говоры с чередованием [в] и [ԝ], так и с чередованием [в] и [ф] в конце слова и слога и т. п. Наиболее отчётливо противопоставляются друг другу по целому ряду признаков северные и южные говоры Вологодской группы, а также выделяются своими особенностями локальные харовские, великоустюжские, тотемские и другие говоры.
Вологодские диалектные черты встречаются в соседних с ними говорах: в межзональных говорах северного наречия, представляющих собой переходные говоры к западному севернорусскому диалектному ареалу, в северной части говоров Костромской группы и в Вятских говорах. Также вологодские черты встречаются в различных русских говорах новой формации на Урале и в Сибири.

## Область распространения
Вологодская группа говоров размещается в северо-восточной части распространения русских диалектов раннего формирования на территории Вологодской и Архангельской областей, с севера говоры Вологодской группы граничат с Архангельскими (Поморскими) говорами, с востока с Вятскими говорами, на юге к вологодским примыкают говоры Костромской группы и чухломские говоры, на западе лачские и белозерско-бежецкие говоры. Весь северный диалектный регион представляет собой диалектный континуум и группы говоров в нём связаны между собой различного рода переходными говорами, поэтому границы, проведённые между ними, носят в значительной степени условный характер.

## История говоров

### Условия формирования и развития

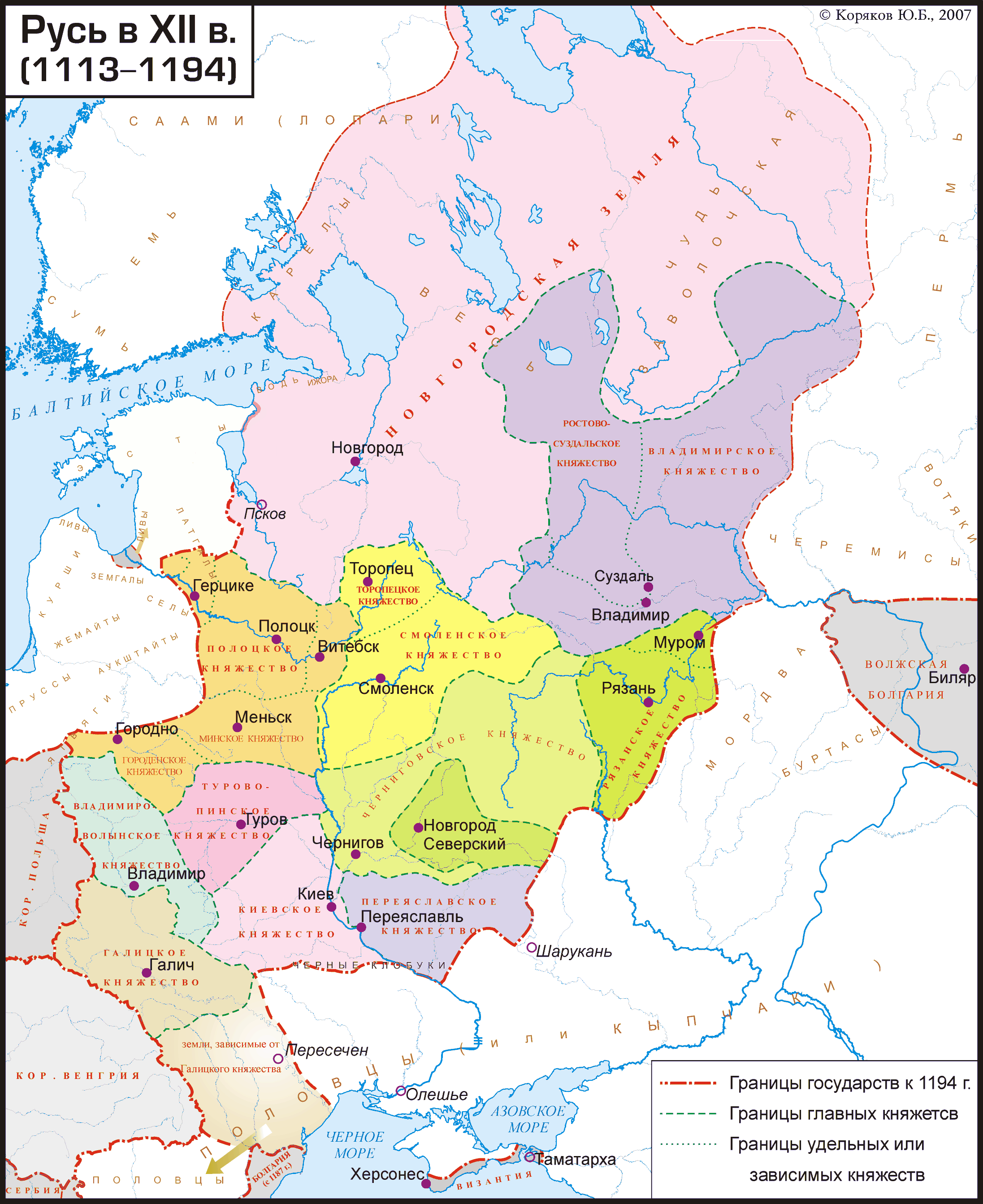
Владения Новгородской и Ростово-Суздальской земель в Заволочье в XII веке

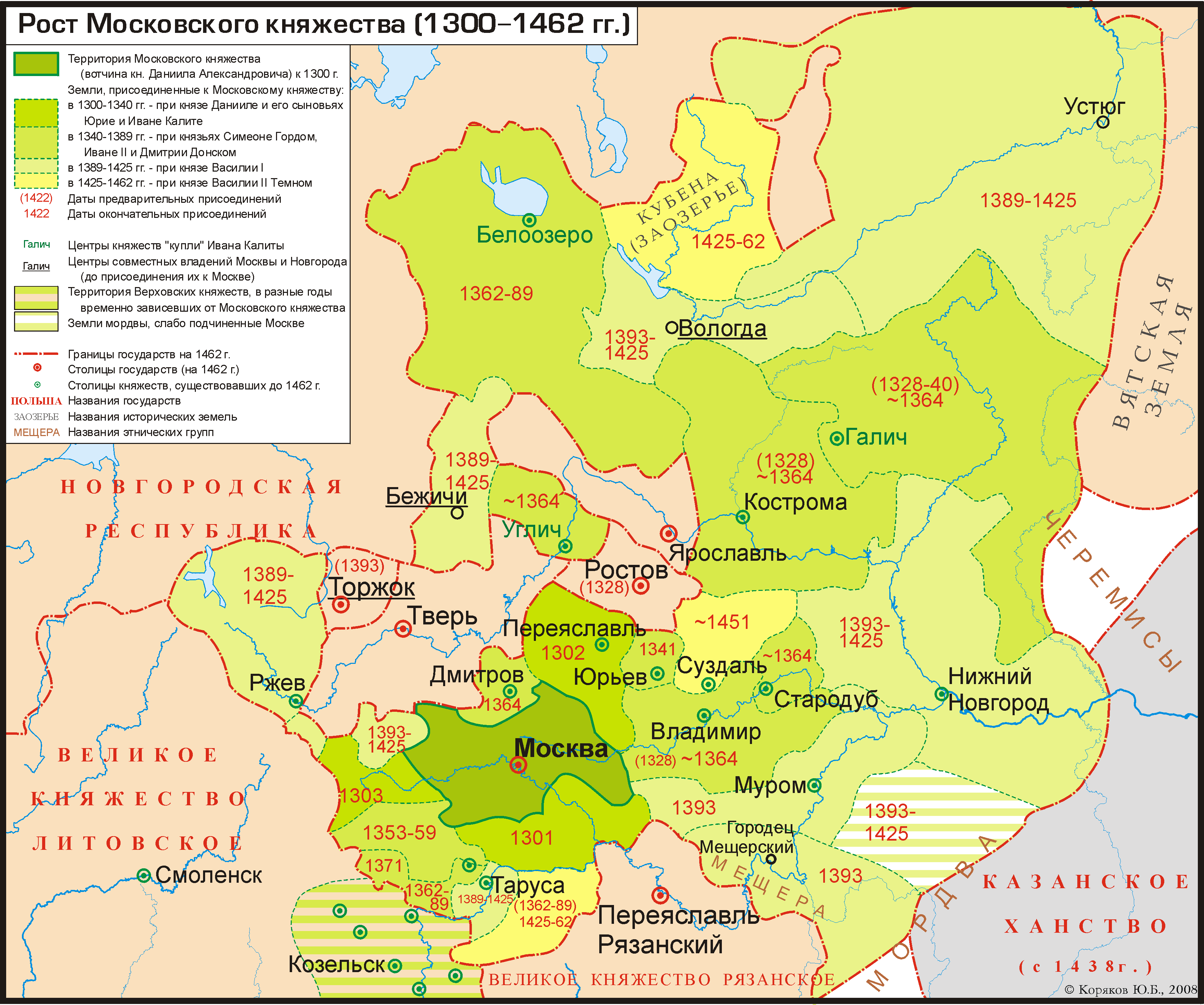
Включение большей части территории современной Вологодской группы говоров в состав Московского княжества в XIV—XV веках

Начальный этап формирования вологодских говоров связан с восточнославянской колонизацией Заволочья, происходившей в начале II тысячелетия н. э. Территория современных вологодских говоров изначально была заселена финно-угорскими племенами (чудью заволочской). В результате инфильтрации славян-земледельцев в земли финно-угров, занимавшихся в основном лесными промыслами и железорудным производством, образовывалась область чересполосного расселения славян и финно-угров. Славяне, чьи поселения окружали поселения представителей местных племён, постепенно ассимилировали последних, что объясняется как малочисленностью и разбросанностью на огромной территории поселений финно-угров, так и значительно более высоким уровнем общественного развития и материальной культуры восточных славян. Славяне-колонисты не были однородны в языковом отношении. Заволочье представляло собой место, где столкнулись волны расселения носителей древненовгородского диалекта (с севера и запада) и носителей ростово-суздальского диалекта (с юга). Первые погосты новгородцев, проникавших по Северной Двине и Ваге в область размещения современных вологодских говоров, появились здесь уже в XII веке. В процессе колонизации Заволочья и формирования устойчивого славянского населения, происходивших в течение длительного периода времени, число погостов росло, при этом в районе столкновения двух волн славянской колонизации образовывалась чересполосица новгородских и ростово-суздальских поселений, что нередко приводило к вооружённым конфликтам. Так, например, уже в начале XIII века Устюг был отвоёван Ростово-Суздальской землёй у новгородцев. Наиболее продвинувшимися на север были два ростово-суздальских форпоста — Белоозеро (на западе) и Устюг (на востоке). Погосты Вологда и Тотьма между ними принадлежали Новгородской земле. Ранние междиалектные контакты носителей новгородского и ростово-суздальского диалектов создавали основу для формирования языковых черт, присущих современным вологодским говорам.
Влияние ростово-суздальского диалекта на формирующиеся вологодские говоры усиливалось в процессе захвата новгородских земель Московским государством. К XIV—XV векам новгородско-московская граница была смещена на север к линии Белоозеро — Устюг, в результате чего Вологда и Тотьма были Новгородом потеряны. Ещё более усилившееся влияние Москвы было вызвано образованием российских центров морской торговли — Мурманска и Архангельска — и усилением значения в связи с этим с XVI века торговых путей с юга и востока (из Москвы, Поволжья, Вятки, Перми, Урала) на север (в Поморье), проходивших через Вологду и Устюг. К началу XVIII века центром российской морской торговли становится Балтика — значение торговых путей через Вологду и Устюг падает, Вологодские земли становятся глухой окраиной Русского государства, кроме того притоку русского населения из других областей препятствовали большие подати с населения, социальная борьба внутри земств, приведшая к расслоению общины и другие причины, что способствовало снижению интенсивности междиалектных контактов, а также влияния московского койне на речь вологодцев, появлению условия для сохранения в вологодских говорах разного рода языковых архаизмов или для своеобразного развития новгородских или общерусских языковых тенденций.

### Ранний период развития говоров
Согласно исследованием, проведённым А. И. Сологуб по материалам лингвистической географии, до XV века сохранялась тесная связь вологодских говоров с говорами исконной новгородской территории.
Так, например, в этот период отмечается появление твёрдого т в окончаниях глагольных форм 3-го лица единственного и множественного числа; распространение сочетания мм на месте бм и другие ранние новгородские инновации, охватившие кроме того все говоры севернорусского наречия, а также отмечается появление чередования л с /ў/; употребления форм косвенных падежей местоимения 3-го лица единственного числа женского рода без начального н и другие ранние общезападные инновации (характерные для западной части восточнославянского ареала), отчасти сохранившиеся в основном в вологодских говорах.
Отсутствие в вологодских говорах ряда поздних общезападных инноваций (форм местоимений 3-го лица с начальным /ј/ — йон, йона́, йони́; членных форм местоимений типа та́я, то́е, ты́е; форм дательного падежа единственного числа женского рода типа к жены́; ассимиляции согласных дн > нн и других языковых явлений), известных современным новгородским и ладого-тихвинским говорам, а также крайне непоследовательное распространение (а часто и отсутствие в северной части территории Вологодской группы — области преимущественно новгородской колонизации) поздних новгородских и поздних юго-западных инноваций (произношения твёрдых губных в конце слова; совпадения форм дательного и творительного падежа множественного числа существительных и прилагательных и других явлений) свидетельствует о том, что связь вологодской земли с новгородской метрополией прервалась сравнительно рано и говоры Вологодской группы стали развиваться обособленно. Если ранние инновации распространялись с севера на юг по путям новгородской колонизации, то более поздние распространялись уже с юга на север — в результате чего эти инновации могли в северной части Вологодской группы распространяться реже, чем на юге, разрозненными ареалами или вовсе отсутствовать. Возможно, некоторое препятствие распространению инноваций на севере могли оказать административные границы Вологодской и Архангельской губерний.
К ранним инновациям ростово-суздальского типа в вологодских говорах относят употребление губно-зубных спирантов (/в/ перед гласными и наряду с /ԝ/ (/ў/) перед согласными и в конце слова при возможном произношении /ф/ в сильной позиции); утрата смычного элемента в сочетаниях /ж’д’ж/ и /штш/; наличие местоимения 3-го лица единственного числа женского рода в форме родительного и винительного падежа её. В сравнении с влиянием в поздний период на раннем этапе развития вологодских говоров влияние ростово-суздальского диалекта было не таким значительным.
Кроме того в условиях формирующегося относительно обособленного характера существования вологодских говоров в них развиваются местные, только им присущие диалектные черты, в их числе образовавшиеся в ранний период формы повелительного наклонения лег, лёгте; замена л велярного /l/ средним; развитие форм родительного падежа единственного числа женского рода относительного и указательного местоимений ты́йе, одны́йе; формирование особого комплекса губных спирантов, включающего как ростово-суздальские губно-зубные, так и новгородские губно-губные согласные.

### Поздний период развития говоров
С XV века вологодские, как и все остальные говоры в разных частях Новгородской земли, стали развиваться самостоятельно, независимо от говоров исконной новгородской территории .
В условиях обособленного развития вологодских говоров сохранился ряд архаичных черт новгородского происхождения: цоканье в его наиболее древней разновидности (мягкое цоканье); различие в произношении звуков в соответствии исконным е (из е, ь), ě, о, о̂; случаи произношения /е/, не перешедшего в о под ударением перед твёрдыми согласными. Развитие вологодских говоров в некоторой изоляции от говоров Новгорода (с возможным влиянием на вологодские соседних говоров) привело также к возникновению собственных местных вологодских черт. Ряд из этих явлений представляет собой своеобразное развитие языковых явлений новгородского происхождения. В частности, чередование л с /ў/, имевшее ограничения морфолого-лексического характера, развивается в чередование л с /ў/ в позиции перед согласными и на конце слова, имеющее фонетический характер. Возможное иноязычное влияние на вологодские говоры привело к замене велярной согласной л в положении перед гласными непереднего ряда средней /l/. Как часть процесса формирования вологодской системы вокализма сложилось фонетическое чередование гласных а с е в зависимости от твёрдости или мягкости последующего согласного. Замена л на /l/ среднюю, известное и другим русским говорам, а также чередование а с е, являвшееся, возможно, некогда общерусской тенденцией, последовательно распространились и стали закономерной частью фонетической системы только в вологодских говорах.
Особенностью вологодских говоров на позднем этапе их развития является отсутствие непосредственного влияния на них московских говоров или каких-либо других говоров, в которые проникли южнорусские языковые явления. Это отличает вологодские говоры от центральных новгородских и ладого-тихвинских говоров. Наиболее интенсивное взаимодействие говоров, развившихся на основе новгородского и ростово-суздальского диалектов, на территории вологодской земли происходило в тот период, когда ростово-суздальский диалект ещё не стал ведущим для всего русского народа. В таких условиях ряд исходных диалектных черт приобретал своеобразный характер развития. Так, например, в вологодских говорах сохранилось различение е и ě, о и о̂ при преобладающем произношении /и/ на месте ě под ударением перед мягкими гласными. В то же время отсутствие /и/ в безударном положении в подавляющем большинстве случаев развилось, вероятнее всего, под влиянием ростово-суздальского диалекта. Распространение ростово-суздальских инноваций происходило в основном до XVII века, при этом первоначальное равноправное взаимодействие двух диалектных систем (ростово-суздальской и новгородской) постепенно сменялось взаимодействием диалекта и общенародного языка Московского государства. Более поздние инновации (с XV века, когда Новгородская республика вошла в состав Московского государства) превосходят ранние по количеству и по широте распространения. К ним относят: появление местоимения 3-го лица множественного числа в форме именительного падежа оне́; утрата интервокального /ј/ во флексиях существительных и прилагательных; появление новых форм личных местоимений 1-го и 2-го лица (меня́, тебя́, мне, тебе́), а также возвратного местоимения (себя́, себе́); ассимилятивное смягчение задненёбных согласных и другие диалектные явления. При этом в северной части территории Вологодской группы говоров распространились не все ростово-суздальские черты.
К местным инновациям позднего периода, образовавшимся во многом благодаря некоторой изоляции и удалённости вологодских от остальных русских говоров, относят: наличие велярной л в сочетаниях /лн/ и /лш/ (бо́/л/но, бо/л/шо́й); распространение существительных в форме дательного и предложного падежа единственного числа с мягкой основой с окончанием -е: в грязе́, по грязе́; наличие форм инфинитивов типа пекти́; произношение шепелявых звуков в соответствии с и з; распространение на месте исконно мягких согласных твёрдых и полумягких; формы сравнительной степени прилагательных типа тепля́е; наличие парадигмы спряжения глаголов с основой на задненёбный согласный с чередованием твёрдого и мягкого задненёбного в основе.
Помимо собственно вологодских инноваций позднего периода для говоров Вологодской группы характерны также поздние инновации, общие для всех севернорусских говоров. К их числу относят: возможность лабиализации предударного о (о̂, оу и т. д.); возможность произношения /и/ в соответствии ě перед мягкими согласными как под ударением, так и в предударном положении; последовательное произношение /с/—/с’/в соответствии /ст/ и /с’т’/; распространение ряда собственно местных по характеру образования форм именительного падежа существительных множественного числа типа братовья́, теля́тка, крестья́на, воло́сья; распространение собирательных существительных типа жер/д’йо́/; форма существительного множественного числа в родительном падеже дере/в’о́н/.
Освоение русскими (включая и русских северо-восточной части Европейской части России) территорий Урала, Сибири и Дальнего Востока способствовало распространению вологодских диалектных черт в говорах позднего формирования, в частности, в сибирских старожильческих говорах.
Распространение норм устного литературного языка, особенно усиленно развивающееся с XX века вызывает процесс нивелировки русских диалектов (включая и говоры Вологодской группы).

### Сравнение новгородских и вологодских говоров
Говоры Вологодской группы (наряду с говорами Ладого-Тихвинской группы) исторически наиболее тесно связаны с древненовгородским диалектом. При этом благодаря своему периферийному положению на территории Новгородской земли вологодские говоры лучше сохранили черты говоров новгородской метрополии XI—XIV веков, чем собственно новгородские говоры в районе озера Ильмень, которые сравнительно рано подверглись значительным изменениям в результате ростово-суздальского влияния после завоевания Новгорода Московским государством. Так, в современных новгородских говорах полностью или почти полностью отсутствуют черты древненовгородского происхождения, сохранившиеся в вологодских говорах: изменение а в е между мягкими согласными, тенденцию к которому, вероятно, имел древненовгородский диалект; отсутствие перехода е в о перед твёрдыми согласными под ударением в корнях слов, а также в суффиксах существительных и прилагательных; произношение /о̂/, /у͡о/ в соответствии исконному о под восходящим ударением; произношение /и/, /и͡е/, /е̂/ в соответствии исконному ě; цоканье; наличие губно-губных спирантов; чередование л с /ў/ в конце слога и слова. Также по числу сохранившихся черт древненовгородского диалекта и развитию ряда присущих древненовгородскому диалекту языковых тенденций вологодские говоры превосходят новгородские по происхождению ладого-тихвинские говоры. В то же время генезис говоров Вологодской группы не связан исключительно с новгородским диалектом, в языковом комплексе вологодских говоров отчётливо прослеживается также и влияние ростово-суздальского диалекта, включая черты, сложившиеся в ранний период развития данной части севернорусских говоров.
Наличие заимствованной финно-угорской лексики, значительное, как и в других севернорусских говорах, явилось следствием относительно поздней колонизации восточными славянами Русского Севера и ассимиляции автохтонного населения.

## Особенности говоров
Языковой комплекс, характерный для Вологодской группы, включает все диалектные явления северного наречия, северной и северо-восточной диалектных зон, а также присущие именно для данной группы говоров явления:

### Севернорусские диалектные черты
К севернорусским чертам в области фонетики относят такие основные черты, как:
1. Полное оканье (различение гласных неверхнего подъёма после твёрдых согласных): д[о]ма́, к[о]са́, тр[а]ва́, д[а]ва́й (в первом предударном слоге); м[о]локо́, д[а]л’око́ (во втором предударном слоге); в го́р[о]де̂, го́р[о]д, вы́д[а]л, на́д[о], о́кн[а] (в заударных слогах) и т. п.[43][44][45].
2. Смычное образование звонкой задненёбной фонемы /г/ и её чередование с /к/ в конце слова и слога[46][47][48].
3. Отсутствие /ј/ в интервокальном положении — явления ассимиляции и стяжения в возникающих при этом сочетаниях гласных у глаголов: де̂́л[аэ]т, де̂́л[аа]т, де̂́л[а]т; зн[а́э]т, зн[а́а]т, зн[а́]т (в сочетании айе); ум[е́э]т, ум[е́]т; м[о́э]т, м[о́]т (в сочетаниях ейе, ойе); и у прилагательных: но́в[аа], но́в[а]; молод[а́а], молод[а́] (в сочетании айа); но́в[уу], но́в[у]; молод[у́у], молод[у́] (в сочетании уйу); но́в[ы]; молод[ы́] (в сочетании ыйе) и т. п.[49].
4. Ассимиляция по назальности бм > мм: о[мм]а́н, о[мм]е́р’ал и т. п.[50][51][52].

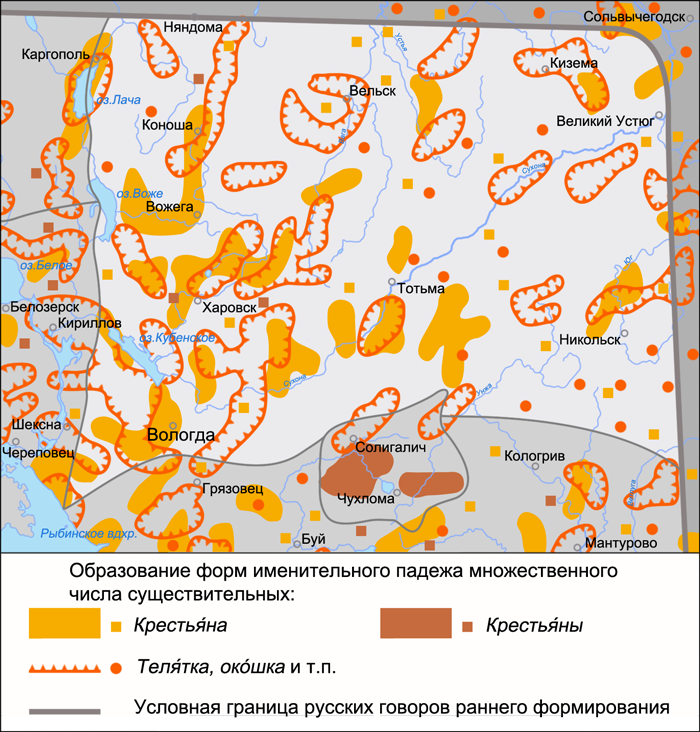
Ареал вариантов форм существительного крестьянин и форм существительных типа телятка

К числу севернорусских черт относят такие основные морфологические черты, как:
1. Различение (как и в литературном языке) существительных женского рода с окончанием -а и твёрдой основой в формах родительного падежа (у жон[ы́], с робо̂́т[ы]) и дательного — предложного падежа (к жон[е́], о жон[е́]').
2. Склонение существительных с суффиксами -ушк, -ишк по архаическому типу (по типу слов мужского — среднего рода): де̂́душк[о], де̂́душк[а], де̂́душк[у] и т. д.; мальчи́шк[о], мальчи́шк[а], мальчи́шк[у] и т. д.
3. Наличие безударного окончания -а в формах именительного падежа множественного числа существительных среднего рода с твёрдой основой, определяющееся общим характером вокализма севернорусских говоров с присущим для них различением гласных: п’а́тн[а], о́кн[а] и т. д.[56]
4. Распространение существительных типа во́лк, во́р, оре́х в форме именительного падежа множественного числа с архаическим местом ударения (на основе): во́лки, во́ры, оре̂́хи.
5. Образование форм множественного числа существительных мужского рода, выражающих степень родства с суффиксами -ов’й-, -ев’й-: з’атев’йа́, сватов’йа́, д’адев’йа́, девер’йа́, братов’йа́ и т. п. Данная черта, относящаяся к числу поздних инноваций северного наречия, на территории Вологодской группы чаще всего встречается в её западной и южной частях и реже — в её северной части.
6. Образование существительных (принадлежащих среднему роду), которые обозначают молодые существа, с суффиксом -атк-: цыпл’а́тк[о] «цыплёнок», ут’а́тк[о] «утёнок», роб’а́тк[о] «ребёнок» и т. д. с формами множественного числа именительного падежа (с безударным окончанием -а): цыпл’а́тк[а] «цыплята», ут’а́тк[а] «утята», роб’а́тк[а] «ребята» и т. д.
7. Распространение собирательных существительных с суффиксом -й- и окончанием -о (как правило, под ударением): жерд’йо́ «жерди», двер’йо́ «двери», кол’йо́ «колья», ел’йо́ «ели», дочер’йо́ «дочери», муж’йо́ «мужья», каме́н’йо «камни», сту́л’йо «стулья», одея́л’йо́ «одеяла», суко́в’йо́ «суки» и т. п.
8. Наличие словоформы именительного падежа множественного числа крест’а́н[а]. Данная словоформа чаще всего распространена в западной и центральной частях ареала Вологодской группы наряду со словоформой крест’а́н[е] и единичными случаями словоформы крест’а́н[ы]. На территории северного наречия встречаются также подобные формы (не картографированные при составлении ДАРЯ): горожа́н[а], меща́н[а] и т. п.
9. Наличие (как и в литературном языке) форм родительного — винительного падежа единственного числа личных и возвратного местоимений мен’а́, теб’а́, себ’а́ при формах дательного — предложного падежа мне, тебе́, себе́. Данное явление, распространившееся в вологодских говорах сравнительно поздно — в XVI—XVII веках, включает как совпадение основ при образовании этих форм (кроме местоимения 1-го лица), так и различением окончаний -а́ и -е́.

### Местные диалектные черты

#### Фонетика

##### Гласные
Ударный вокализм
Основная система вокализма говоров Вологодской группы, как и система вокализма русского литературного языка, насчитывает пять гласных фонем (различающихся в сильной позиции — под ударением):
| Подъём  | Ряд      | Ряд     | Ряд    |
| Подъём  | Передний | Средний | Задний |
| ------- | -------- | ------- | ------ |
| Верхний | и        |         | у      |
| Средний | е        |         | о      |
| Нижний  |          | а       |        |

Кроме того ряд вологодских говоров характеризуется наличием шестифонемной или семифонемной системами вокализма. В первом случае с дополнительной фонемой /е̂/ — «е закрытой», во втором — с дополнительными фонемами /е̂/ и /о̂/ — «о закрытой»:
| Подъём         | Ряд      | Ряд     | Ряд    |
| Подъём         | Передний | Средний | Задний |
| -------------- | -------- | ------- | ------ |
| Верхний        | и        |         | у      |
| Верхне-средний | е̂        |         | о̂      |
| Средний        | е        |         | о      |
| Нижний         |          | а       |        |

Фонема /е̂/ возникла на месте древнерусской ě, фонема /о̂/ — на месте древнерусской о под восходящим ударением. В разных вологодских говорах фонема /е̂/ может реализоваться как дифтонг [и͡е] или монофтонг (гласный верхне-среднего подъёма) [е̂]; фонема /о̂/ может реализоваться как дифтонг [у͡о] или монофтонг (гласный верхне-среднего подъёма) [о̂]. В современных говорах фонемы /е̂/ и /о̂/ встречаются лишь в небольшой части ареала Вологодской группы. На месте ě и о под восходящим ударением отмечаются преимущественно фонемы /е/ и /о/, и даже в говорах с шестифонемной или семифонемной системами гласных произношение /о̂/ и /е̂/ является как правило непоследовательным.
В ряде говоров (например, в говорах Харовского и Биряковского сельских поселений Вологодской области, впервые описанных О. Броком в 1907 году), в которых не сформировалось корреляции согласных по твёрдости / мягкости, система вокализма включает 12 фонем, противопоставленных по ряду: /и/ — /ы/, /у̘/ — /у/, /е̂/ — /е/, /о̘̂/ — /о̂/, /о̘/ — /о/, /а̘/ — /а/. Твёрдые согласные в данных говорах произносятся не только перед звуком [ы], но и перед [и], в связи с чем, выступая в одной и той же позиции эти звуки представляют разные фонемы, звук [и] при этом сдвинут в передне-средний ряд (как и в украинском языке), а [ы] — в задний ряд. Фонемам — /а/, /о/ и /у/ противопоставлены фонемы /а̘/, /о̘/ и /у̘/, которые реализуются как дифтонги [е͡а], [е͡о], [и͡у], либо как гласные звуки передне-среднего ряда [а̘], [о̘], [у̘], соответствующие звукам русского литературного языка [·а], [·о], [·у], выступающим в позиции после мягких согласных.

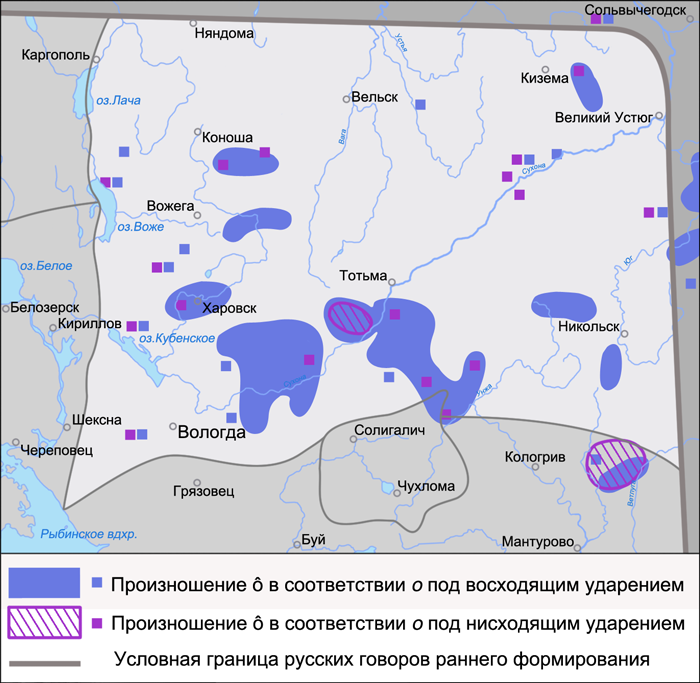
Ареал произношения ударного гласного /о̂/ ([о̂], [у], [о^{у}], [у^{о}]) в соответствии о разного происхождения

Сохранение случаев произношения /о̂/ ([о̂], [у], [оу], [уо], [у͡о], [уо]) отмечается в основном в западной и южной частях территории Вологодской группы. В соответствии о под восходящим ударением /о̂/ произносится в корнях слов (вор[о̂́]на, к[о̂́]зы,
в[о̂́]л’а, выс[о̂́]кий, сн[о̂]п, г[у͡о]рки, мн[о̂́]го, к[о̂́]шка, на л[у͡о]дках, ст[о̂]л и т. д.); в окончании именительного — винительного падежей единственного числа существительных среднего рода (сел[о̂́], окн[о̂́], помел[у͡о] т. д.); в окончании именительного падежа единственного числа кратких прилагательных и образованных от них наречий (давн[о̂́], смешн[о̂́] и т. д.); в окончании глаголов прошедшего времени (наросл[у͡о], прошл[о̂́] и т. д.); в окончании -ов существительных мужского рода в форме родительного падежа множественного числа (год[о̂́]в, двор[о̂́]в, дом[о̂́]в и т. д.); в окончании родительного падежа единственного числа мужского и среднего рода прилагательных (друг[о̂́]го, шест[о̂́]го и т. д.); в окончании родительного, дательного, творительного и предложного падежей прилагательных женского рода (у зл[о̂́]й, к бол’н[о̂́]й, бол’н[о̂́]й ного̂́й, в родн[о̂́]й и т. д.); в окончании существительных женского рода в форме творительного падежа единственного числа (стен[о̂́]й, за вод[о̂́]й и т. д.).
Сохранение случаев произношения /е̂/ представлено небольшими ареалами на всей территории Вологодской группы, исключая её центральные районы (исключение также составляет произношение [и] перед мягкими согласными, распространённое повсеместно), при этом чаще всего /е̂/ реализуется как звук [и], реже — как [е̂] и [и͡е].
Случаи различения фонем /о/ и /о̂/, /е/ и /е̂/ под ударением известны также в некоторых рязанских и оскольских говорах. В прошлом семифонемный вокализм имел более широкое распространение в русских говорах, включая и вологодские.
Вокализм после мягких согласных под ударением представлен гласными, которые в соответствии этимологическим /е/, /ӗ/, /а/ произносятся как:
1. В положении перед твёрдыми согласными — [о]: н’[о]с «нёс»; [е], а также в лексически ограниченных случаях [и] при возможных на части территории группы [е̑] и [и͡е]: б[е́]лой, б[и́]лой, б[е̑]лой, б[и͡е]лой «белый»[73][74]; [а]: п’[а́]той «пятый»;
2. В положении перед мягкими согласными — [е]: д[е]н’ «день»; [и], [е̑], реже [е]: зв[и]р’, зв[е̑]р’, зв[е]р’ «зверь»[75][76]; [е]: п[е]т’ «пять»[77][78], в вологодских говорах произношение [е] в соответствии /а/ не имеет ограничений ни морфологического, ни лексического характера: н[е́]н’а «няня», гул[е́]т’ «гулять», дн[е́]ми «днями» и т. д.;

Безударный вокализм
Вокализм первого предударного слога после мягких согласных, при котором в соответствии этимологическим /е/, /ӗ/, /а/ произносятся следующие гласные:
1. В положении перед твёрдыми согласными — [е], реже [о]: н[е]су́, н’[о]су́; [е]: р[е]ка́; [а]: пр’[а]ла́;
2. В положении перед мягкими согласными — [е], реже [и]: н[е]си́, н[и]си́; [и], реже [е]: р[и]ки́, р[е]ки́; [е]: пр[е]ди́.

##### Согласные
1. Для значительной части вологодского говоров характерно употребление одной аффрикаты [ц’] (мягкое цоканье)[79][80][81]. Данное явление встречается в говорах Онежской группы. Твёрдое цоканье известно говорам Псковской группы и говорам отдела Б восточных среднерусских акающих говоров.
2. Употребление пары смычно-проходных боковых согласных [l] (перед гласными непереднего ряда) и [л’] (перед гласными непереднего и переднего ряда). Так называемый европейский [l] является нейтральным по звучанию, отличным и от мягкого [л’] и от твёрдого [л] в русском литературном языке, близок звуку [l] в польском языке[82]: [l]о́шад’ (лошадь), [л']а́мка (лямка), [л']од (лёд) и т. п. По мнению Л. Л. Касаткина данная фонетическая черта является архаичной, характерной в прошлом для всего русского языка.
3. Наличие фонетически закономерного чередования [l] с [ԝ] (произносящегося аналогично польскому «ł») в конце слова и слога: па́[ԝ]ка (палка), упа́[ԝ] (упал) и т. п.
4. Употребление губных спирантов, [в] перед гласными, чередующееся с [ԝ] в конце слова и слога: пра́[ԝ]да, ла́[ԝ]ка, дро[ԝ] и т. п. Звук [ԝ] северо-восточного типа схож по звучанию со звуком [ў] юго-западной диалектной зоны, на слух они почти не различаются, [ў] чуть более вокальный, чем [ԝ]. Данный звук был характерен для всех говоров русского языка до падения редуцированных[83][84][85].
5. Фонема [ф] в части говоров произносится в заимствованных словах, но не соотносится с фонемой [в] ([ԝ]). В некоторых говорах [ф] может заменяться на [х], [хв][86][87].
6. Случаи произношения звуков типа ш’ч’, шч’, шч (наряду с более обычным долгим [ш:])[88].
7. Произношение вопросительных местоимений что как [шч’]о или [шт’]о, и когда как ко[вды́], ко[лды́] с ы под ударением.
8. Особенности в произношении некоторых слов: мо́[в]нийа (молния), д[и]ра́ (дыра), по́м[л’]у (помню) и др.

#### Морфология
К числу специфических вологодских морфологических черт относят ряд особенностей в образовании основ и флексий в некоторых формах существительных, прилагательных, местоимений и глаголов.
1. Образование форм дательного — предложного падежа единственного числа с окончанием -е под ударением у существительных женского рода с основой на мягкий согласный: по гр’аз[е́], в гр’аз[е́] и т. д., известное также на территории распространения межзональных говоров северного наречия и в говорах юго-востока (рязанских[70] и восточных среднерусских акающих говорах отделов Б и В[90]). В данных формах отмечается одновременно и совпадение по месту ударения и формирование окончания продуктивного типа склонения. Первое из этих изменений является более ранним по происхождению, такие же процессы развивались во многих говорах русского языка, размещённых на периферийной территории. Второе изменение, более позднее, складывалось параллельно, независимо друг от друга, на северо-восточной и юго-восточной территориях. Образование форм дательного — предложного падежа единственного числа с окончанием -е отражают общую тенденцию русского языка к упрощению системы склонения[91]. В составе этого типа склонения также отмечается существительное путь (така́йа пут’, така́йа гр’аз’) с формами дательного — предложного падежа единственного числа: по пут[е́], в пут[е́]. Данная черта относится к поздним инновациям и является исключительно вологодской чертой. Совпадение в форме с окончанием -и (по гр’аз[и́], в гр’аз[и́] и т. д.) отмечается в западных южнорусских говорах и некоторых примыкающих к ним среднерусских говорах. Совпадение с ударением на основе (по гр’[а́]зи, в гр’[а́]зи и т. д.) встречается в рассеянном распространении на разных частях территории распространения русских говоров. Различение форм (по гр’[а́]зи, в гр’аз[и́] и т. д.) характеризует говоры Костромской и часть говоров Владимирско-Поволжской группы, а также ряд говоров северо-западной диалектной зоны[92].
2. Распространение в части вологодских говоров архаических форм именительного падежа единственного числа существительных мать, дочь — ма́ти, до́чи (известных говорам Онежской группы)[93], а также новообразований ма́тер’, до́чер’ (известных белозерско-бежецким говорам)[94] при форме винительного падежа ма́тер’, до́чер’ в обоих случаях. Совпадение форм именительного — винительного падежей ма́тер’, до́чер’ встречается также в рассеянном распространении в псковских и южнорусских говорах. Совпадение форм именительного — винительного падежей мат’, доч’ отмечается повсеместно, при этом их исключительное распространение фиксируется в говорах центральной диалектной зоны, а также в части говоров северо-запада и крайнего северо-востока территории распространения севернорусских говоров. Формы именительного падежа мат’, доч’ — винительного падежа ма́тер’у, до́чер’у характеризуют говоры юго-восточной диалектной зоны[95]. Формы мат’, доч’ — ма́тер’, до́чер’; мат’, доч’ — ма́тер’а, до́чер’а; ма́тер’, до́чер’ — ма́тер’у, до́чер’у; ма́тер’а, до́чер’а — ма́тер’у, до́чер’у встречаются в рассеянном распространении в основном в говорах южного наречия в сосуществовании с другими формами[96]. В частности, в курско-орловских и оскольских говорах отмечаются формы мат’ — ма́тер’а и мат’ — ма́тер’у[97][71], в рязанских — ма́тер’ — ма́тер’, ма́тер’ — ма́тер’у, ма́тер’а — ма́тер’у[70].

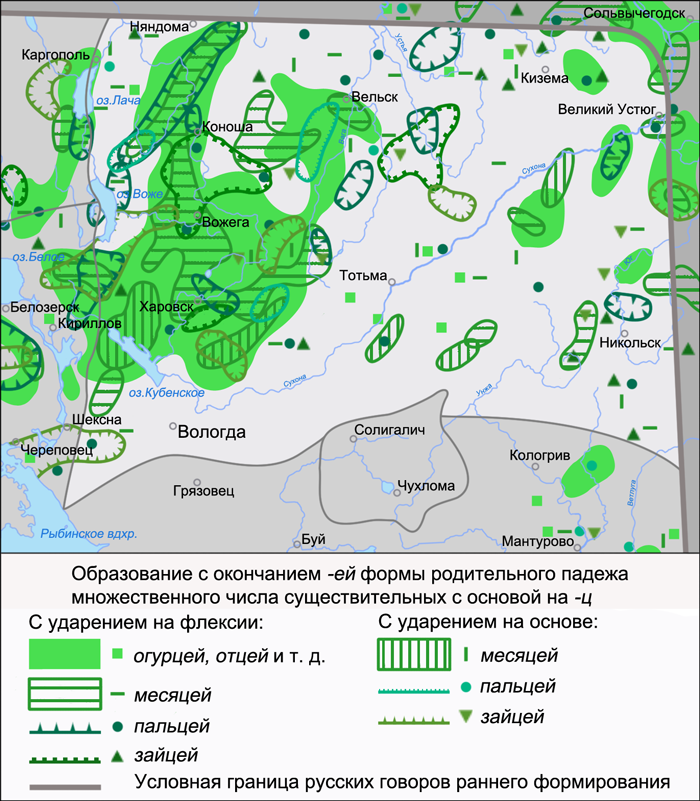
Ареал форм родительного падежа множественного числа с окончанием -ей от существительных с основой -ц-

1. Образование форм родительного падежа множественного числа с окончанием -ей от существительных, основа которых оканчивается на -ц- типа пал’це́й, огурце́й, встречающееся в широком круге слов: коло́дец, та́нец, новобра́нец, молоде́ц, си́тец, украи́нец, гости́нец, ва́ленец «валенок», кузне́ц, коне́ц, оте́ц, бегле́ц, жиле́ц, лове́ц, жеребе́ц, шве́ц, скворе́ц, слепе́ц, за́яц, ме́сяц и т. п. Наиболее часто употребляются формы с окончанием -ей от существительных с ударением на окончании и от слов па́лец, за́яц, ме́сяц. У существительных с ударением на окончании в форме родительного падежа ударение также падает на окончание (огурце́й, купце́й, отце́й и т. п.), у существительных с ударением на основе в форме родительного падежа окончание может быть как ударным, так и безударным (па́л’цей, за́йцей или пал’це́й, зайце́й и т. п.). В ряде говоров окончание -ей для форм родительного падежа может быть у подобных существительных исключительным. Данное явление известно преимущественно в западной и северной частях, в рассеянном распространении встречается в восточной части и почти полностью отсутствует в центральной и южной частях территории распространения говоров Вологодской группы[98]. Более последовательно без каких-либо ограничений лексического плана формы родительного падежа множественного числа с окончанием -ей распространены в межзональных говорах северного наречия[99]. Формы па́л’цей, за́йцей нерегулярно распространены в говорах Владимирско-Поволжской группы[100], широко распространена форма огурце́й в отделе Б восточных среднерусских акающих говоров, менее широко — формы купце́й, отце́й, танце́й и т. п.[101]
2. Наличие форм с двусложным окончанием прилагательных женского рода в форме родительного падежа единственного числа с первым гласным под ударением: у моло[ды́йа] «у молодой», у бол’[шы́йа] «у большой», у моло[дэ́йа], у бол’[шэ́йа], у как[е́йа] «у какой». Подобные формы, более древние по происхождению, чем формы с односложным окончанием, известны в соседних белозерско-бежецких говорах и костромских говорах (в рассеянном распространении). Двусложные формы могут отмечаться как в сосуществовании с формами типа у моло[до́й], у бол’[шо́й], так и в исключительном употреблении. Наиболее крупные ареалы данного явления расположены к западу, юго-западу, югу и юго-востоку от Тотьмы. В единичных говорах Вологодской группы встречаются также формы типа у моло[дэ́йо], у моло[до́йе], у моло[до́йо], у моло[до́йа][102].
3. Распространение в ряде говоров Вологодской группы архаичных форм родительного падежа единственного числа местоимений и прилагательных с окончаниями -ого или окончаниями, в которых отсутствует согласный звук: молод[о́го], молод[о́о] «молодого», глу́п[ого], глу́п[оо] «глупого», но́в[оо] «нового», м[оо́] «моего», к[оо́] «кого» и т. п. Данные формы встречаются по территории группы нерегулярно, в основном в её западном ареале, чаще всего (за исключением единичных случаев) они сосуществуют с формами, имеющими окончания -ово или -ова. Формы местоимений и прилагательных с окончаниями -ого (-оɣо) или -оо представлены в рассеянном распространении также в говорах Онежской группы, Поморской группы[103] и в белозерско-бежецких говорах[94], кроме того они известны части говоров южного наречия (формы с окончанием -оɣо входят в характеристику южной диалектной зоны[104], формы с окончаниями, в которых отсутствует согласный звук, нерегулярно распространены в говорах Рязанской группы[70]) где они могут быть иного происхождения, поэтому наличие данных форм в говорах Вологодской группы можно отнести к числу специфических местных черт[105][106].

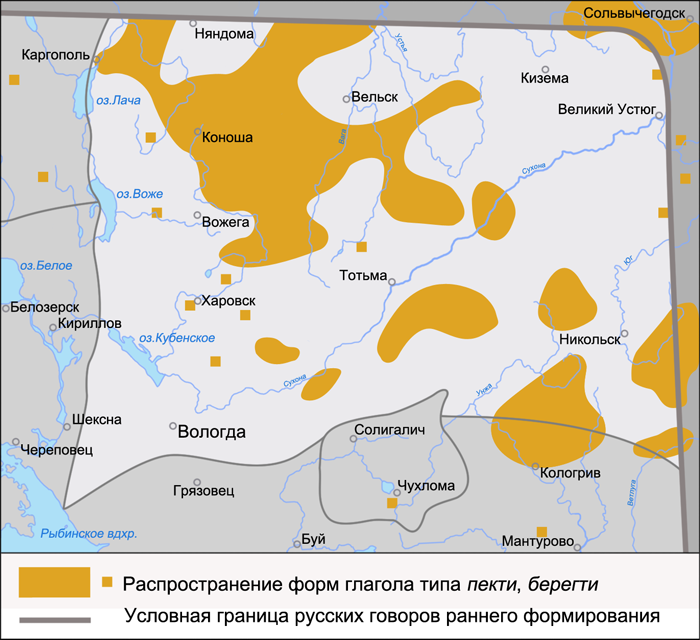
Ареал форм типа пекти́, берегти́

1. Наличие форм сравнительной степени прилагательных с суффиксом -айе: теп[л’а́]йе «теплее», доб[р’а́]йе «добрее», ско[р’а́]йе «скорее» и т. п., известных также в говорах Онежской группы[99], реже — в других межзональных говорах северного наречия, на других территориях эти формы известны лишь в единичных населённых пунктах. Время их появления относят к XVII—XVIII векам[107][108].
2. Распространение двусложных форм родительного падежа единственного числа указательных местоимений женского рода та и одна́ (как правило, в большинстве тех же говоров, в которых распространены двусложные формы прилагательных): тойо́, тыйо́, тыйе́, тыйа́, тойе́ или то́йо, ты́йо, ты́йе, ты́йа, то́йе; однойо́, однойе́, одныйе́, одныйо́, одныйа́ или одно́йо, одно́йе, одны́йе, одны́йо, одны́йа. Данные формы представлены в исключительном употреблении, редко в сосуществовании с формами типа той и одно́й. Наиболее употребительными из перечисленных являются формы тыйо́, тыйе́, ты́йо, ты́йе, одныйе́, одны́йе и одны́йо. Данные формы могли появиться в результате влияния, с одной стороны, на старую форму [то́йе] (из тоѣ) аналогичных форм прилагательных (с появлением гласного -ы- в окончании), с другой — форм местоимений 3-го лица единственного числа женского рода [йейе́], [йейо́] и т. д. (с переносом ударения на окончание)[107].
3. Употребление возвратных частиц се — с’о в формах глаголов настоящего и прошедшего времени: умы́л[се], умо́йеш[с’о]. Распространение данной черты нерегулярно.
4. Распространение словоформы л[е]г (повелительное наклонение глагола лечь) при общесевернорусском л'[а]г.

#### Синтаксис
Для вологодских говоров характерно наличие небольшого числа собственных, присущих только данной группе говоров, синтаксических черт. Большая часть вологодских синтаксических особенностей относится к явлениям северной диалектной зоны и широко распространена в ряде других севернорусских и части западных среднерусских говоров.
1. Употребление предлогов по́дле, во́зле в сочетании с винительным пад. имени: во́зле лес.
2. Употребление сложных предлогов по-за, по-под, по-над в сочетании с формой дательного падежа имени: по-за селу́; по-под кры́ше и т. п.
3. Формы согласуемой постпозитивной частицы: именительный пад. ед. числа мужского рода — от, женского рода — та, среднего рода — то; винительный пад. ед. числа женского рода — ту, именительный пад. мн. числа — ты[110].

#### Лексика

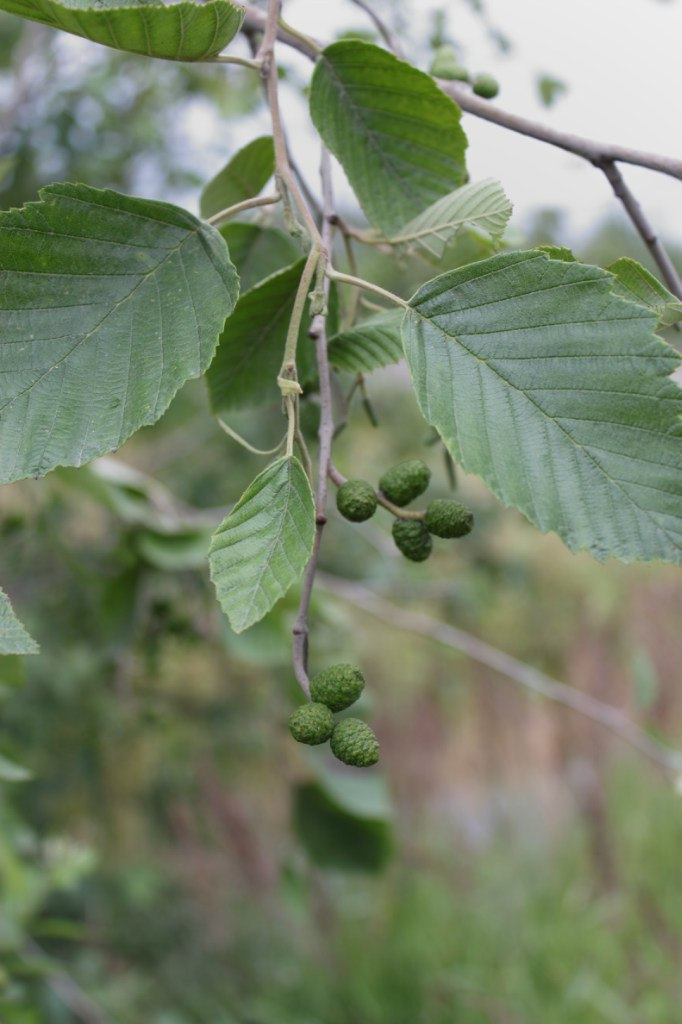
О́лиха — название ольхи, распространённое в говорах Вологодской группы

Во время исследований Вологодских говоров при подготовке диалектологического атласа русского языка были отмечены такие повсеместно распространённые слова, как: ту́ес (сосуд для жидкости, сделанный из бересты), назём (навоз), жни́твина, жнитви́на (сжатое поле), ста́я (постройка для мелкого скота), разболока́ться (раздеваться), пора́то (очень) (слово пора́то известно гораздо шире и в говорах Онежской группы, Лачских говорах, Поморских говорах; при этом в значении очень известны также слова бо́лно, ши́бко и др.), о́лиха (ольха) и т. д.
Вологодская лексика характеризуется финно-угорскими заимствованиями: мя́нда (кривая низкая сосна на болоте) и т. п.; славянскими архаизмами; отличным от литературного языка использованием аффиксов: приста́л (устал), прику́сно (вкусно), пал (упал) и т. д.
Своеобразие вологодской лексики начала XX века представлено в Словаре областного вологодского наречия (по рукописи П. А. Дилакторского): вы́простать (освободить, опорожнить), има́ть (ловить, брать), до́ўго-коро́тко (когда-нибудь), баже́нка, баже́ница (любимая), го́жой (удобный), ладо́м (хорошо), цервлёной (багряный, багровый), на́тко (возьми), чу́ять (слышать), посте́льно (простыня), накрыва́ло (одеяло), зголо́вьецо (подушка), по́шиб (привычка), хлёбово (первое блюдо), по́лой (открытый, пустой), сво́ли (снаружи), со́лоно (трудно), сопола́ (кряду, сплошь), спору́шно (удобно), за́ўсё (всегда, постоянно), зало́мно (слишком много), до́люба (вдоволь, досыта), гля́да (кажется, думается), то́шшо (скудно, бедно), ходко́й (скорый), ху́до (плохо, нехорошо, болезненно), заеди́ншшына (дружба, согласие), со́встани (рано утром), по́ўдень (юг), посе́нни (три дня назад), праведённое (солнце), третьево́днись (позавчера) и мн. др.

### Языковые черты северной диалектной зоны
1. Распространение слов баско́й, ба́ский, баско́, баса́ (красивый, красиво, красота).
2. Распространение безличных предложений с главным членом — страдательным причастием и объектом в форме винительного пад.: всю карто́шку съе́дено и др.[114]
3. Склонение существительного сосна с ударением на основе: со́сна, со́сны, со́сне, со́сну и т. д.
4. Наличие словоформы свекро́вка (именительный падеж единственного числа), помимо неё на северо-западной части территории Вологодской группы представлена словоформа свекро́ва, а в южной части — словоформа центральной диалектной зоны свекро́в’.
5. Наличие словоформы дере[в’о́н] (родительный падеж множественного числа) с беглой гласной /о/ или, реже, с беглой гласной /е/: дере[ве́н]. На территории диалектной зоны встречаются также подобные формы (не картографированные при составлении ДАРЯ): бо́[ен] или бо́[ен’] от слова «бойня», ви́ш[ен] или ви́ш[ен’], колоко́л[ен] или колоко́л[ен’] и т. п.
6. Произношение с мягкими согласными [н]'  и [с]'  прилагательных с суффиксами -ск-: же́[н']ский, ру́[с']ский и т. п.

### Языковые черты северо-восточной диалектной зоны
1. Образование парадигмы множественного числа с /ј/ в основе существительного во́лос: воло́[с’й]а, воло́[с’й]ов и т. д.
2. Употребление форм инфинитивов с конечным ударным -и от основ на задненёбный согласный: печи́, стеречи́ или пекчи́, пекти́, стерегчи́, стерегти́ и т. п.
3. Исключительное распространение форм инфинитива с суффиксом -ти глаголов типа нести́, везти́, идти́ (такие же формы инфинитивов исключительно распространены в части западных среднерусских говоров, на других территориях употребляются формы типа нест' , везт'  наряду с нести́, везти́).
4. Употребление глаголов 2-го лица мн. числа с ударением на конечном гласном окончания: ед[те́], ед[т’о́] (едите), сиди[те́], сиди[т’о́] (сидите), несе[те́], несе[т’о́] (несёте) и т. д.
5. Распространение случаев произношения таких слов, как [д’о́]ржим (держим), [л’о]ш: (лещ) и некоторых других, известных в разбросанном распространении в других частях северо-восточной зоны. В говорах Вологодской группы распространение этих слов является более регулярным.

### Северные говоры Вологодской группы
Особенностями говоров северной части Вологодской группы являются: размещение их на периферийной территории русских говоров (форма винительного пад. ед. числа местоимения 3-го лица женского рода: йейе́ при форме йейо́ — на южной части территории, характерной говорам центра (и, как правило, литературному языку) и т. д.); отсутствие некоторых основных севернорусских черт (отсутствие совпадения дательного и творительного пад. мн. числа и т. д.); отсутствие диалектных черт, распространённых в Костромской группе говоров и наличие некоторых собственных реализаций вологодских диалектных черт.

### Южные говоры Вологодской группы
Говоры южной части Вологодской группы отличаются от северных тем, что охватываются окраинными частями ареалов языковых черт центральной территории русских говоров (наличие твёрдых согласных [н] и [р] в сочетании с последующим [ц]: полоте́[нц]о, со́[н]цо; огу[рц]ы́, се́[рц]о и т. п.) и ареалов соседней Костромской группы (ударение на конечном гласном окончания в форме 2-го лица мн. числа глаголов настоящего времени при различии в качестве этого гласного: несе[те́] — на северной части территории, несе[т’о́] — на южной части). Также в южных говорах распространены местные варианты вологодских диалектных черт.
Небольшое число диалектных различий, отсутствие собственных ярко выраженных диалектных черт, отсутствие чёткой границы не позволяют выделить на северной и на южной территориях Вологодской группы обособленные диалектные объединения.

## Вологодские говоры в литературе
Для передачи сельского колорита в диалогах героев вологодские говоры использовал в своём творчестве писатель В. И. Белов, вологодская лексика встречается в его произведениях также и помимо диалогов.